# Kabinet-Sunak
Het kabinet-Sunak was van 25 oktober 2022 tot 5 juli 2024 de regering van het Verenigd Koninkrijk. Rishi Sunak werd op 25 oktober 2022 door koning Charles III uitgenodigd om Liz Truss te vervangen als premier van het Verenigd Koninkrijk. Dit volgde op het aftreden van Truss als premier. Het kabinet bestaat uit parlementsleden van het Lagerhuis van het Verenigd Koninkrijk, als conservatieve meerderheidsregering. Sinds november 2023 is Hogerhuislid Lord Cameron lid van de regering als minister van buitenlandse zaken.
Het was na het Kabinet-Johnson II en het Kabinet-Truss het derde kabinet gebaseerd op de uitslag van de Lagerhuisverkiezingen van 12 december 2019. 
Op 22 mei 2024 vroeg en kreeg Sunak toestemming van koning Charles III om op 4 juli van dat jaar algemene verkiezingen uit te schrijven. De verkiezingen werden gewonnen door de Labour Party onder leiding van Keir Starmer.

## Samenstelling
Het Britse kabinet bestaat uit de premier, de Chancellor of the Exchequer (minister van Financiën) en voor elk departement de hoogstgeplaatste bewindspersoon. Sunak benoemde in zijn kabinet zowel bewindslieden die deel hadden uitgemaakt van het Kabinet-Truss, als leden van het Kabinet-Johnson II.
| Ambtsbekleder                                                          | Ambtsbekleder       | Ambtsbekleder                   | Functie                                                                      | Ambtstermijn     | Ambtstermijn     | Partij             |
| ---------------------------------------------------------------------- | ------------------- | ------------------------------- | ---------------------------------------------------------------------------- | ---------------- | ---------------- | ------------------ |
|                                                                        | Rishi Sunak         | Rishi Sunak (1980)              | Premier                                                                      | 25 oktober 2022  | 5 juli 2024      | Conservative Party |
|                                                                        | Dominic Raab        | Dominic Raab (1974)             | Vicepremier                                                                  | 25 oktober 2022  | 21 april 2023    | Conservative Party |
| Minister van Justitie                                                  | Dominic Raab        | Dominic Raab (1974)             |                                                                              | 25 oktober 2022  | 21 april 2023    | Conservative Party |
| Lord Chancellor                                                        | Dominic Raab        | Dominic Raab (1974)             |                                                                              | 25 oktober 2022  | 21 april 2023    | Conservative Party |
|                                                                        | Oliver Dowden       | Oliver Dowden (1978)            | Vicepremier                                                                  | 21 april 2023    | 5 juli 2024      | Conservative Party |
| Minister in het Cabinet Office                                         | Oliver Dowden       | Oliver Dowden (1978)            | 9 februari 2023                                                              | 5 juli 2024      |                  | Conservative Party |
| Kanselier van het Hertogdom Lancaster                                  | Oliver Dowden       | Oliver Dowden (1978)            | 25 oktober 2022                                                              | 5 juli 2024      |                  | Conservative Party |
|                                                                        | Jeremy Hunt         | Jeremy Hunt (1966)              | Minister van Financiën                                                       | 14 oktober 2022  | 5 juli 2024      | Conservative Party |
|                                                                        | James Cleverly      | James Cleverly (1969)           | Minister van Buitenlandse Zaken                                              | 6 september 2022 | 13 november 2023 | Conservative Party |
|                                                                        |                     | David Cameron (1969)            | Minister van Buitenlandse Zaken                                              | 13 november 2023 | 5 juli 2024      | Conservative Party |
|                                                                        | Suella Braverman    | Suella Braverman (1980)         | Minister van Binnenlandse Zaken                                              | 25 oktober 2022  | 13 november 2023 | Conservative Party |
|                                                                        | James Cleverly      | James Cleverly (1969)           | Minister van Binnenlandse Zaken                                              | 13 november 2023 | 5 juli 2024      | Conservative Party |
|                                                                        | Penny Mordaunt      | Penny Mordaunt (1973)           | Lord President of the Council                                                | 6 september 2022 | 5 juli 2024      | Conservative Party |
| Leader of the House of Commons                                         | Penny Mordaunt      | Penny Mordaunt (1973)           |                                                                              | 6 september 2022 | 5 juli 2024      | Conservative Party |
|                                                                        |                     | Baron True Nicholas True (1951) | Lord Privy Seal                                                              | 6 september 2022 | 5 juli 2024      | Conservative Party |
| Leader of the House of Lords                                           |                     | Baron True Nicholas True (1951) |                                                                              | 6 september 2022 | 5 juli 2024      | Conservative Party |
|                                                                        | Ben Wallace         | Ben Wallace (1970)              | Minister van Defensie                                                        | 24 juli 2019     | 5 juli 2024      | Conservative Party |
|                                                                        | Grant Shapps        | Grant Shapps (1968)             | Minister van Economische Zaken                                               | 25 oktober 2022  | 7 februari 2023  | Conservative Party |
| Minister van Energiezaken                                              | Grant Shapps        | Grant Shapps (1968)             | 7 februari 2023                                                              | 5 juli 2024      |                  |                    |
|                                                                        | .                   | Alex Chalk (1976)               | Minister van Justitie Lord Chancellor                                        | 21 april 2023    | 5 juli 2024      | Conservative Party |
|                                                                        |                     | Michelle Donelan (1984)         | Minister voor wetenschap, innovatie en technologie                           | februari 2023    | 5 juli 2024      | Conservative Party |
|                                                                        | Stephen Barclay     | Stephen Barclay (1972)          | Minister van Volksgezondheid en Sociale Zaken                                | 25 oktober 2022  | 13 november 2023 | Conservative Party |
|                                                                        |                     | Victoria Atkins (1976)          | Minister van Volksgezondheid en Sociale Zaken                                | 13 november 2023 | 5 juli 2024      | Conservative Party |
|                                                                        | Mel Stride          | Mel Stride (1961)               | Minister van Arbeid en Pensioenen                                            | 25 oktober 2022  | 5 juli 2024      | Conservative Party |
|                                                                        | Gillian Keegan      | Gillian Keegan (1968)           | Minister van Onderwijs                                                       | 25 oktober 2022  | 5 juli 2024      | Conservative Party |
|                                                                        | Mark Harper         | Mark Harper (1970)              | Minister van Transport                                                       | 25 oktober 2022  | 5 juli 2024      | Conservative Party |
|                                                                        | Michael Gove        | Michael Gove (1967)             | Minister van Huisvesting, Wijken en Lokale Zaken                             | 25 oktober 2022  | 5 juli 2024      | Conservative Party |
| Minister voor Intergouvernementele Zaken                               | Michael Gove        | Michael Gove (1967)             |                                                                              | 25 oktober 2022  | 5 juli 2024      | Conservative Party |
|                                                                        | Thérèse Coffey      | dr. Thérèse Coffey (1971)       | Minister van Milieu, Voedsel en Agrarisch Zaken                              | 25 oktober 2022  | 13 november 2023 | Conservative Party |
|                                                                        | Stephen Barclay     | Stephen Barclay (1972)          | Minister van Milieu, Voedsel en Agrarisch Zaken                              | 13 november 2023 | 5 juli 2024      | Conservative Party |
|                                                                        | Kemi Badenoch       | Michelle Donelan (1984)         | Minister van Digitale Zaken, Cultuur, Media en Sport                         | 6 september 2022 | februari 2023    | Conservative Party |
|                                                                        |                     | Lucy Frazer (1972)              | Minister van Cultuur, Media en Sport                                         | februari 2023    | 5 juli 2024      | Conservative Party |
|                                                                        |                     | Kemi Badenoch (1980)            | Minister voor Internationale Handel                                          | 6 september 2022 | 6 februari 2023  | Conservative Party |
| Minister voor economische zaken en internationale handel               | 6 februari 2023     | Kemi Badenoch (1980)            | 5 juli 2024                                                                  |                  |                  | Conservative Party |
| President of the Board of Trade                                        | 6 september 2022    | Kemi Badenoch (1980)            | 5 juli 2024                                                                  |                  |                  | Conservative Party |
| Minister voor Gelijkheid                                               | 25 oktober 2022     | Kemi Badenoch (1980)            | 5 juli 2024                                                                  |                  |                  |                    |
|                                                                        |                     | Alister Jack (1963)             | Minister voor Schotland                                                      | 24 juli 2019     | 4 juli 2024      | Conservative Party |
|                                                                        | David Davies        | David Davies (1970)             | Minister voor Wales                                                          | 25 oktober 2022  | 5 juli 2024      | Conservative Party |
|                                                                        | Chris Heaton-Harris | Chris Heaton- Harris (1967)     | Minister voor Noord-Ierland                                                  | 6 september 2022 | 5 juli 2024      | Conservative Party |
|                                                                        | Nadhim Zahawi       | Nadhim Zahawi (1967)            | Minister zonder portefeuille (Partijvoorzitter)                              | 25 oktober 2022  | 29 januari 2023  | Conservative Party |
|                                                                        |                     | Greg Hands (1965)               | Minister zonder portefeuille (Partijvoorzitter)                              | 7 februari 2023  | 13 november 2023 | Conservative Party |
|                                                                        |                     | Richard Holden (1985)           | Minister zonder portefeuille (Partijvoorzitter)                              | 13 november 2023 | 5 juli 2024      | Conservative Party |
| Formeel geen leden van het kabinet, maar wonen kabinetsvergadering bij |                     |                                 |                                                                              |                  |                  |                    |
| Ambtsbekleder                                                          | Ambtsbekleder       | Ambtsbekleder                   | Functie                                                                      | Ambtstermijn     | Ambtstermijn     | Partij             |
|                                                                        | John Redwood        | Jeremy Quin (1968)              | Minister voor Kabinetszaken Thesaurier- generaal                             | 25 oktober 2022  | 13 november 2023 | Conservative Party |
|                                                                        | John Glen           | John Glen (1974)                | Minister voor Kabinetszaken Thesaurier- generaal                             | 13 november 2023 | 5 juli 2024      | Conservative Party |
|                                                                        | John Glen           | John Glen (1974)                | Onderminister voor Financiën                                                 | 25 oktober 2022  | 13 november 2023 | Conservative Party |
|                                                                        |                     | Laura Trott (1984)              | Onderminister voor Financiën                                                 | 13 november 2023 | 5 juli 2024      | Conservative Party |
|                                                                        | Andrew Mitchell     | Andrew Mitchell (1956)          | Onderminister voor Ontwikkelingshulp                                         | 25 oktober 2022  | 5 juli 2024      | Conservative Party |
|                                                                        | Robert Jenrick      | Robert Jenrick (1982)           | Onderminister voor Immigratie                                                | 25 oktober 2022  | 6 december 2023  | Conservative Party |
|                                                                        | Tom Tugendhat       | Tom Tugendhat (1973)            | Onderminister voor Veiligheid                                                | 6 september 2022 | 5 juli 2024      | Conservative Party |
|                                                                        | Johnny Mercer       | Johnny Mercer (1981)            | Onderminister voor Defensie en Veteranen Zaken                               | 25 oktober 2022  | 5 juli 2024      | Conservative Party |
|                                                                        | Gavin Williamson    | Sir Gavin Williamson (1976)     | Onderminister zonder portefeuille                                            | 25 oktober 2022  | 8 november 2022  | Conservative Party |
|                                                                        | Victoria Prentis    | Victoria Prentis (1971)         | Advocaat- generaal                                                           | 25 oktober 2022  | 5 juli 2024      | Conservative Party |
|                                                                        | Simon Hart          | Simon Hart (1963)               | Onderstaatssecretaris voor Financiën Parliamentary Secretary to the Treasury | 25 oktober 2022  | 5 juli 2024      | Conservative Party |
| Chief Whip in het Lagerhuis                                            | Simon Hart          | Simon Hart (1963)               |                                                                              | 25 oktober 2022  | 5 juli 2024      | Conservative Party |

Russell I ·
Smith-Stanley I ·
Hamilton-Gordon ·
Temple I ·
Smith-Stanley II ·
Temple II ·
Russell II ·
Smith-Stanley III ·
Disraeli I ·
Gladstone I ·
Disraeli II ·
Gladstone II ·
Gascoyne-Cecil I ·
Gladstone III ·
Gascoyne-Cecil II ·
Gladstone IV ·
Primrose ·
Gascoyne-Cecil III ·
Gascoyne-Cecil IV ·
Balfour ·
Campbell-Bannerman ·
Asquith I ·
Asquith II ·
Asquith III ·
Asquith IV ·
Lloyd George I ·
Lloyd George II ·
Law ·
Baldwin I ·
MacDonald I ·
Baldwin II ·
MacDonald II ·
MacDonald III ·
MacDonald IV ·
Baldwin III ·
Chamberlain I ·
Chamberlain II ·
Churchill I ·
Churchill II ·
Attlee I ·
Attlee II ·
Churchill III ·
Eden ·
Macmillan I ·
Macmillan II ·
Douglas-Home ·
Wilson I ·
Wilson II ·
Heath ·
Wilson III ·
Callaghan ·
Thatcher I ·
Thatcher II ·
Thatcher III ·
Major I ·
Major II ·
Blair I ·
Blair II ·
Blair III ·
Brown ·
Cameron I ·
Cameron II ·
May I ·
May II ·
Johnson I ·
Johnson II ·
Truss ·
Sunak ·
Starmer